# Йовко Пищийски
Монсеньор Йовко Пищийски е български католически свещеник, първият българин дипломат при Светия Престол (Ватикана).

## Биография
Йовко Генов Пищийски е роден на 7 август 1971 г. в град Раковски. Той е родственик на отец Йосиф Пищийски – генерален викарий на южната католическа епархия в България от 1975 г. до 2005 г. На 27 септември 1997 г. е ръкоположен за свещеник от епископ Георги Йовчев. Между 1992 и 1999 г. учи в Италия.
През 1999 г. отец Йовко е назначен за енорист в енорията „Свети Архангел Михаил“ в Секирово, където служи шест години. На 3 октомври 2005 г. отец Пищийски заминава за Италия, където продължава обучението си в Папската академия, в която се подготвят папските дипломати. Той е първият българин, приет в тази академия. На 5 юни 2007 г. защитава докторска дисертация на тема „Юридически и пасторални проблеми на смесените бракове между католици и православни в България“ в Папския урбаниански университет и се дипломира с титлата „доктор“ по каноническо право.

## Служби към Светия престол
- Сенегал,  Кабо Верде,  Гвинея-Бисау,  Мали[2] и  Мавритания[3]: аташе (2007-2008)[4]
- Сенегал,  Кабо Верде,  Гвинея-Бисау и  Мавритания: секретар (2008-2010)[5]
- Панама: секретар (2010-2013)
- Нидерландия: секретар (2013-2016)
- Сингапур: съветник (2016-2019)
- Виетнам: съветник (2018-2019)[6]
- Франция: съветник (2019-2021)
- Словения: съветник (2021-2022)
- Ватикан: съветник 1-ви клас в служба на 1-ви отдел на Държавния секретариат (от 2022 г.)

## Забележки
1. ↑   Свещеници, родени в Ген. Николаево, архив на оригинала от 13 октомври 2016, https://web.archive.org/web/20161013131512/http://catholic-rk.com/?page_id=8, посетен на 25 юни 2017
2. ↑  От 2008 г. седалището на нунциатурата в Мали не е в Сенегал, а в Гвинея.
3. ↑  В Мавритания в този период има само апостолическа легация, акредитирана към местната Католическа църква, а не към държавата. Апостолическа нунциатура се открива през 2017 г.
4. ↑  Със седалище в Сенегал.
5. ↑  Със седалище в Сенегал.
6. ↑  Апостолическа легация със седалище в Сингапур.